# Agrilus pseudocoryli
Agrilus pseudocoryli är en skalbaggsart som beskrevs av Fisher 1928. Agrilus pseudocoryli ingår i släktet Agrilus och familjen praktbaggar. Inga underarter finns listade i Catalogue of Life.